# Baton dardán király
Baton (ógörög Βάτον, latinosan Bato) az ókori Dardán Királyság uralkodója, a dardán államot katonailag megszilárdító Longarosz király fia és utódja a trónon. Uralkodását i. e. 206 körül kezdte meg, és a Római Birodalom oldalán harcolt az i. e. 200–197. évi második római–makedón háborúban. Uralkodásának részletei az ezt követő időszakban nem ismeretesek, i. e. 176-ban már fivére, Monuniosz király állt a dardán állam élén.

## Életútja
Baton apja az a Longarosz dardán király volt, aki negyed évszázados uralkodása alatt folyamatosan hadban állt déli szomszédjával, II. Démétriosz, majd V. Philipposz Makedóniájával, és az i. e. 3. század végére katonailag ütőképes állammá tette Dardániát. Az első római–makedón háborút lezáró i. e. 205. évi phoinikéi béke idején Longarosz már nem élt, i. e. 206 körül két fia, Baton és Monuniosz közül az előbbi követte a trónon. Apja az Übrosz (Ibar) völgye és az Axiosz (Vardar) felső folyása, a Trákia és a Szkardosz-hegység között elterülő Dardán Királyságot hagyta fiára.
A phoinikéi béke ellenére V. Philipposz nem hagyott fel geopolitikai terveivel, és némely forrásból úgy világlik ki, hogy i. e. 201-ben kiterjesztette fennhatóságát Dardániára is. A római szenátus Makedónia végleges megregulázására szánta el magát, és i. e. 200-ban kezdetét vette a második római–makedón háború. Amikor Sulpicius Galba consul i. e. 200-ban Apollóniánál táborozott, Baton dardán király is felkereste őt, hogy felajánlja segítségét a makedónok elleni harcban. Sulpicius Galba elfogadta a támogatást, és abban állapodtak meg, hogy Baton dardánjai északról, Pelagónia felől támadnak Makedóniára. V. Philipposz azonban megneszelte a tervet, és seregének egy részét fia, Perszeusz vezetése alatt a pelagóniai síkság Dardánia felőli hágójánál állomásoztatta, ezzel elejét vette egy esetleges dardán betörésnek. A következő év, i. e. 199 tavaszán azonban Sulpicius Galba serege élén megindult Makedónia felé, ezért V. Philipposz a frontvonalba rendelte a pelagóniai hágót őrző csapatait is. A dardánok III. Pleuratosz illírjeivel kapva kaptak az alkalmon, és betörtek Makedóniába. Végigdúlták az ország egy részét, majd csaknem veszteség nélkül visszatértek országukba. A makedón király nem hagyta megtorlás nélkül az eseményeket: parancsot adott egyik hadvezérének, Athénagorasznak, hogy egy könnyűlovasokból és gyalogosokból álló sereg élén büntetőhadjáratot vezessen a dardánok ellen. Titus Livius beszámolójából tudjuk, hogy bár a döntően nehézfegyverzetű dardánoknak nem volt könnyű dolguk a fürgébb makedónokkal szemben, eddigre elsajátították a makedón phalanx rendkívül hatékony stratégiáját, így minimális vérveszteséggel és lényegében eldöntetlenül ért véget az összecsapás.
Az i. e. 197-ben lezárult második római–makedón háborúban a győztes rómaiak támogatását választó Dardán Királyság politikai és katonai súlya felértékelődött. Annál is inkább, mert a tempéi béke rendelkezései értelmében az egyébként is jelentősen lecsökkentett létszámú makedón hadsereg számára megtiltották az országhatárok átlépését is. A dardánok még ugyanabban az évben, i. e. 197-ben betörtek Észak-Makedóniába és feldúlták a vidéket. V. Philipposz nehezen összetoborzott 6 ezer gyalogosával és ötszáz lovasával a paióniai Sztoboinál összecsapott a dardán sereggel, és súlyos vérveszteségeket okozva megfutamította őket.
Miután a makedón hadsereg továbbra sem léphetett idegen földre, V. Philipposz i. e. 184–183 körül új tervvel állt elő a geopolitikai erőviszonyok felborítására. A trák basztarna törzzsel egyezségre lépett, hogy Észak-Makedónián keresztül utat nyit nekik Dardánia felé, ahol a dardánokat legyőzve megtelepedhetnek, és ahonnan további illíriai és esetleg itáliai kalandozásokra is lehetőségük nyílna. A terv megvalósítását talán V. Philipposz i. e. 179-ben bekövetkezett halála akasztotta meg, de a jelek szerint utóda, Perszeusz folytatta apja tervének végrehajtását. Pár évvel később, i. e. 176-ban ugyanis a basztarnák – más trák törzsek és a szkordiszkuszok támogatásával – lerohanták Dardániát. Ekkor azonban már nem Baton, hanem fivére, Monuniosz állt a dardánok élén.